# Rurōni Kenshin: Meiji kenkaku romantan - Jūyūshi inbō-hen
Rurōni Kenshin: Meiji kenkaku romantan - Jūyūshi inbō-hen (るろうに剣心 -明治剣客浪漫譚- 十勇士陰謀編? lett. "Saga della cospirazione del guerriero coraggioso") è un videogioco di ruolo sviluppato dalla Pandora Box e pubblicato dalla Sony Computer Entertainment per Sony PlayStation il 18 dicembre 1997, esclusivamente in Giappone. Il videogioco è ispirato al manga e anime Kenshin samurai vagabondo, benché la storia del videogioco non sia direttamente collegata né all'uno né all'altro.